# Paranedyopus schawalleri
Paranedyopus schawalleri är en mångfotingart som beskrevs av Sergei I. Golovatch 1990. Paranedyopus schawalleri ingår i släktet Paranedyopus och familjen orangeridubbelfotingar. Inga underarter finns listade i Catalogue of Life.